# Max Gundel
Max Gundel (* 7. Februar 1901 in Kiel; † 30. Januar 1949 in Gelsenkirchen) war ein deutscher Hygieniker, Bakteriologe und Hochschullehrer.

## Leben
Gundel nahm 1918 am Ersten Weltkrieg teil. Er schloss sich nach Kriegsende einem Freikorps an. Danach studierte er die Fächer Naturwissenschaften und Medizin an der Universität Kiel und der Sozialmedizinischen Akademie Berlin-Charlottenburg. Er wurde in Kiel 1922 zum Dr. phil. und 1924 zum Dr. med. promoviert. Anschließend war er Assistenzarzt an der Universitätsklinik Kiel, wo er 1925 approbiert wurde. Er wechselte 1927 an die Universität Heidelberg, wo er sich 1928 habilitierte und anschließend als Privatdozent wirkte. Ab 1928 war er am Hygienischen Institut der Universität Heidelberg zudem erster Assistent dessen Direktors Emil Gotschlich. Im Rahmen der Notgemeinschaft der Deutschen Wissenschaft kooperierte er dort mit Herbert Linden.
Nach der Machtübergabe an die Nationalsozialisten trat er zum 1. Mai 1933 der NSDAP bei (Mitgliedsnummer 3.141.675). Ab Januar 1934 war er in Berlin am Robert Koch-Institut tätig, wo er die Seuchenabteilung leitete. 1934/35 organisierte er die Impfung von Millionen Kindern gegen Diphtherie. Von Ende Januar 1936 bis Ende August 1937 war er außerordentlicher Professor an der Universität Berlin. Von September 1936 an leitete er das Hygienische Institut des Ruhrgebiets in Gelsenkirchen. Zudem übernahm er 1937 eine außerordentliche Professur an der Medizinischen Akademie Düsseldorf. Anfang März 1940 wechselte er nach Wien, wo er als Stadtrat für das Gesundheits- und Sozialwesen das (kommunale) Gesundheitsamt der Stadt Wien leitete. Schließlich übernahm er die (staatliche) Abteilung Gesundheitswesen beim Reichsstatthalter in Wien und fungierte als Beratender Hygieniker im Wehrkreis XVII (Wien). Sein Wirken in Wien war nach nationalsozialistischen Grundsätzen ausgerichtet. Er publizierte auch regelmäßig im Völkischen Beobachter, der Parteizeitung der NSDAP; so unter anderem am 11. Dezember 1943, dem 100. Geburtstag des Mediziners, Mikrobiologen und Hygienikers Robert Koch, einen Nachruf auf ebendiesen. Daneben schrieb er auch noch Beiträge in anderen Zeitungen.
Gundel wirkte nicht allein publizistisch, sondern auch praktisch bei der Umsetzung der NS-Rassenpolitik mit. Administrativ verantwortete er unter anderem das Hauptgesundheitsamt der Wiener Gemeindeverwaltung, dem die Kinderfachabteilung Am Spiegelgrund unterstand. Diese Einrichtung war Teil des reichsweiten Netzwerks des Reichsausschusses zur wissenschaftlichen Erfassung erb- und anlagebedingter schwerer Leiden und erhielt Spezialaufträge aus Berlin. Das institutionelle Netz ermöglichte dort die Durchführung rassenhygienischer Maßnahmen, darunter die Selektion und systematische Tötung von Kindern und Jugendlichen, die als „bildungsunfähig“ oder „erbkrank“ klassifiziert wurden. In Zusammenarbeit mit Medizinaldirektor Hermann Vellguth trieb Gundel zudem Deportationen von als „jüdisch“ oder „zigeunerisch“ stigmatisierten Bevölkerungsgruppen voran.
Bei Ende des Zweiten Weltkrieges setzte er sich aus Wien ab und war ab 1947 von der amerikanischen Militäradministration zur Fahndung ausgeschrieben. Er starb, ohne sich für seine Tätigkeiten während der NS-Zeit verantworten zu müssen.